# Stor-Hornvattnet
Stor-Hornvattnet är en sjö i Örnsköldsviks kommun i Ångermanland och ingår i Nätraån-Ångermanälvens kustområde.